# Zadnja večerja (album)
Zadnja večerja je osmi studijski album mariborske novovalovske skupine Lačni Franz, izdan pri založbi Helidon leta 1994. Leta 2001 je izšel ponatis na CD-ju. Skupina je album posvetila "duhu Sarajeva, ki so ga poznali" (mesto je bilo ob času izida albuma opustošeno zaradi obleganja mesta med vojno v Bosni in Hercegovini  od leta 1992 naprej).
Album je veljal za njihovega zadnjega in tudi skupina je leta 1997 prenehala delovati, nato so se vsi člani razen frontmana Zorana Predina leta 2000 spet združili in posneli V peni sprememb, Predin pa je nadaljeval kot solo izvajalec.

## Glasba
Pesmi "Vedno iste face" in "Zanzibar" (ki se imenuje po afriških otokih) nosita politično sporočilo. "Mlade podnajemnice" je prva pesem skupine, za katero je glasbo napisal klaviaturist Mirko Kosi. Za "Zadnjo večerjo" je skupina melodijo prevzela iz ruske himne, ki jo je napisal skladatelj Aleksander Vasiljevič Aleksandrov.

## Seznam pesmi
Vsa besedila je napisal Zoran Predin.
| Št. | Naslov                | Glasba                            | Dolžina |
| --- | --------------------- | --------------------------------- | ------- |
| 1.  | „Ambasadorji užitka‟  | Milan Prislan                     | 5:13    |
| 2.  | „Vedno iste face‟     | Zoran Stjepanovič                 | 5:05    |
| 3.  | „Mlade podnajemnice‟  | Mirko Kosi                        | 3:51    |
| 4.  | „Hiša strahov‟        | Prislan                           | 4:50    |
| 5.  | „Škrbaste hijene‟     | Stjepanovič                       | 4:17    |
| 6.  | „Zanzibar‟            | Predin                            | 5:16    |
| 7.  | „Zadnja večerja‟      | Aleksander Vasiljevič Aleksandrov | 4:03    |
| 8.  | „Veter iz Casablance‟ | Prislan                           | 4:49    |
| 9.  | „Azra‟                | Stjepanovič                       | 6:23    |

## Zasedba
| Lačni Franz - Zoran Predin — vokal - Mirko Kosi — klaviature - Milan Prislan — kitara - Andrej Pintarič — bobni - Zoran Stjepanovič — bas kitara | Ostali - Magnifico (kot "Roberto Magnifico") — spremljevalni vokali - Cole Moretti — spremljevalni vokali - Janez Križaj — soproducent, tonski mojster - Tomo Pirc — izvršni producent - Igor Arih — oblikovanje |